# Туліна Тетяна Олександрівна
Тетяна Олександрівна Туліна (7 вересня 1925 — 11 червня 2015) — мовознавець, професор.

## Біографія
Тетяна Олександрівна Туліна народилася 7 вересня 1925 року в с. Ісаєво Миколаївського району Одеської області у родині вчителів.
У 1949 році з відзнакою закінчила філологічний факультет Одеського державного університету. В 1949—1951 році викладала у Миколаївському  педагогічному інституту. Потім до 1954 року вчителювала в Одесі та до 1957 року навчалася в аспірантурі при кафедрі російської мови Одеського університету.
В 1964 році захистила дисертацію «Субстантивные словосочетания с зависимым родительным в русском языке конца XVIII ст..» та здобула науковий ступінь кандидата філологічних наук.
В 1976 році в Інституті російської мови АН СРСР захистила дисертацію «Словосочетание в функционально-семантическом аспекте (на материале русского языка)». Їй було присвоєно науковий ступінь доктора філологічних наук.
З 1957 року до 1986 року працювала на кафедрі російської мови Одеського державного університету імені І. І. Мечникова: асистентом, старшим викладачем (1961—1965 рр.), доцентом (1965—1978 рр.),  професором.
В 1977—1978 роках викладала в університеті м. Тур (Франція).
З 1986 року обіймала посаду професора у Черкаському університеті.
Померла 11 червня 2015 року в м. Черкаси.

## Наукова діяльність
Т. О. Туліна належала до наукової школи українських мовознавців-синтаксистів; наукові інтереси були зосереджені переважно в галузі семантичного синтаксису. ЇЇ монографії «Изучение словосочетаний в функционально-семантиченском аспекте» (1974 р.) і «Функциональная типология словосочетаний» (1976 р.) є актуальними та інформативними для сучасних лінгвістичних досліджень.  (https://web.archive.org/web/20180920104510/http://fs.onu.edu.ua/clients/client11/web11/pdf/Istor_ONU.pdf )
Вона добре відома й поза межами України: підготувала 20 кандидатів наук (один з них став доктором філологічних наук), що працюють зараз у різних країнах; посилання на її фундаментальні праці з синтаксису є у такому авторитетному виданні, як Академічна граматика російської мови (  https://web.archive.org/web/20181009132302/http://cdu.edu.ua/mij-universitet/portret-chnu/pochesni-profesory/148-tulina-tetiana-oleksandrivna.html ).
Опублікувала біля 140 наукових праць.

### Праці
- О способах эксплицитного и имплицитного выражения сравнения в русском языке.// Филологические науки. — 1973. — № 1. — С. 51 — 62.
- Функциональная типология словосочетаний (на материале русского языка). — М., 1975. — 47 с.
- Функциональная типология словосочетаний. — Киев — Одесса, 1976. — 176 с.

## Визнання
- Почесний професор  Черкаського національного університету  імені Б. Хмельницького.